# Кревне
Кревне́ (фр. Creveney) — коммуна во Франции, находится в регионе Франш-Конте. Департамент — Верхняя Сона. Входит в состав кантона Со. Округ коммуны — Люр.
Код INSEE коммуны — 70188.

## География
Коммуна расположена приблизительно в 320 км к юго-востоку от Парижа, в 55 км севернее Безансона, в 13 км к северо-востоку от Везуля.

## Население
Население коммуны на 2010 год составляло 52 человека.
| 1962 | 1968 | 1975 | 1982 | 1990 | 1999 | 2010 |
| ---- | ---- | ---- | ---- | ---- | ---- | ---- |
| 84   | 90   | 57   | 70   | 66   | 57   | 52   |

## Экономика
В 2010 году среди 28 человек трудоспособного возраста (15—64 лет) 25 были экономически активными, 3 — неактивными (показатель активности — 89,3 %, в 1999 году было 57,9 %). Из 25 активных жителей работали 22 человека (11 мужчин и 11 женщин), безработных было 3 (2 мужчины и 1 женщина). Среди 3 неактивных 0 человек были учениками или студентами, 1 — пенсионером, 2 были неактивными по другим причинам.

## Фотогалерея

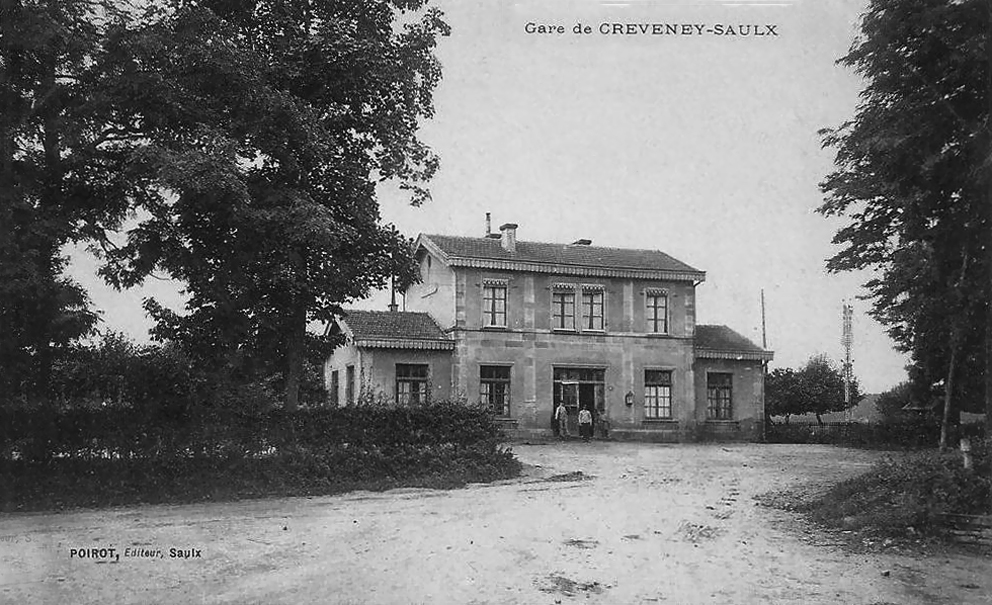
Вокзал Кревне — Со (1900 год)
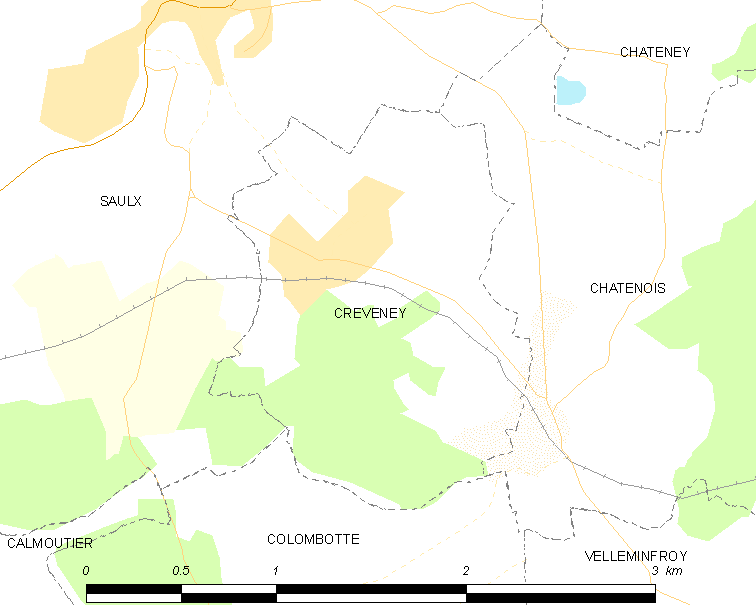
Карта коммуны